# Iglesia de San Andrés (Ponferrada)
La iglesia de San Andrés de Ponferrada está situada a los pies del castillo de Ponferrada, en la comarca de El Bierzo (Castilla y León, España). Se comenzó a construir a finales del siglo XVII.
En su interior se encuentra el retablo mayor de estilo barroco, obra de José Ovalle y Andrés de Benavente, y el Cristo de la Fortaleza, llevado allí desde la capilla del castillo. En esta Iglesia ponferradina también se encuentran algunos de los más famosos pasos de la Semana Santa.

## Planta
La iglesia tiene planta de cruz latina, de una sola nave cubierta con bóveda de cañón con lunetos, crucero y cúpula sobre pechinas y rematada con una linterna.